# (52301) Qumran
(52301) Qumran est un astéroïde de la ceinture principale.

## Description
(52301) Qumran est un astéroïde de la ceinture principale. Il fut découvert le 9 septembre 1991 à Tautenburg par Freimut Börngen et Lutz Dieter Schmadel. Il présente une orbite caractérisée par un demi-grand axe de 2,31 UA, une excentricité de 0,23 et une inclinaison de 5,4° par rapport à l'écliptique.

## Compléments